# Faktorizáció

Az x^{2} + cx + d polinom, ahol a + b = c és ab = d felbontható (x + a) (x + b)-re

A faktorizáció azt a folyamatot jelöli, amely során egy objektumot (például egész számok faktorizációja, polinomok faktorizációja, mátrixok faktorizációja) nála valamilyen szempontból „kisebb” elemek szorzatára bontunk. Például a 15 természetes szám faktorizációja a természetes számok feletti prímelemek szorzatára: 3 * 5, míg az x2 − 4 polinom faktorizációja az egész számok fölötti polinomgyűrűben: (x − 2)(x + 2). 
A faktorizálás célja az, hogy valamit nála kisebb „elemi építőelemek” szorzatára felbontsunk. Például egész számok esetében prímszámokra, polinomok esetén irreducibilis polinomokra.
A polinomfaktorizáció ellentéte a kibontás vagy beszorzás, amikor az azt alkotó polinomok összeszorzását elvégezzük.
A nagy számok prímfelbontása nehéz probléma, így ezt a tulajdonságot alkalmazzák bizonyos titkosításokban, például az RSA-ban.

## Egész számok
A számelmélet alaptételének megfelelően, minden 1-nél nagyobb egész szám egyértelműen felírható prímek szorzataként. A prímfelbontási algoritmus az 1-nél nagyobb egész számnak megadja a prímosztóit. Nagy számokra nem ismert hatékony prímfelbontó algoritmus.

## Polinomok

### Másodfokú polinomok
Bármely másodfokú komplex együtthatós polinom felírható elsőfokú komplex együtthatós polinomok és egy konstans szorzatára, a következőképpen:
{\displaystyle {\begin{aligned}ax^{2}+bx+c&=a(x-\alpha )(x-\beta )\\&=a\left(x-{\frac {-b+{\sqrt {b^{2}-4ac}}}{2a}}\right)\left(x-{\frac {-b-{\sqrt {b^{2}-4ac}}}{2a}}\right),\end{aligned}}}
ahol {\displaystyle \alpha } és {\displaystyle \beta } a polinom két gyöke. A másodfokú polinom gyökeit a másodfokú egyenlet megoldóképletével találhatjuk meg. 

#### Az egész számok fölött faktorizálható másodfokú polinomok
Bizonyos másodfokú polinomok felbonthatóak az egész számok teste fölötti elsőfokú polinomok és egy konstans szorzatára.

#### Teljes négyzetek

Az (a + b)^{2} = a^{2} + 2ab + b^{2} azonosság grafikus megjelenítése

Teljes négyzetnek azokat a polinomokat nevezzük, amelyek felírhatóak egy elsőfokú polinom négyzeteként. Ha egy polinom teljes négyzet, akkor a következőképpen faktorizálható:
{\displaystyle a^{2}+2ab+b^{2}=(a+b)^{2},\,\!}
vagy
{\displaystyle a^{2}-2ab+b^{2}=(a-b)^{2}.\,\!}

#### Négyzetek összege, különbsége
Egy másik nagyon hasznos azonosság a négyzetek különbsége:
{\displaystyle a^{2}-b^{2}=(a+b)(a-b),\,\!}
Ha a négyzetek nem kivonva, hanem összeadva vannak, akkor {\displaystyle b} helyett helyettesítsünk {\displaystyle ib}-t a fenti formulába, és így kaphatjuk a következő azonosságot:
{\displaystyle a^{2}+b^{2}=a^{2}-(-b^{2})=a^{2}-(i^{2}b^{2})=a^{2}-(ib)^{2}=(a+bi)(a-bi).\,\!}
{\displaystyle 4x^{2}+49} faktorizációja például {\displaystyle (2x+7i)(2x-7i)}.

### Egyéb polinomok faktorizációja

#### Két köb összege/különbsége

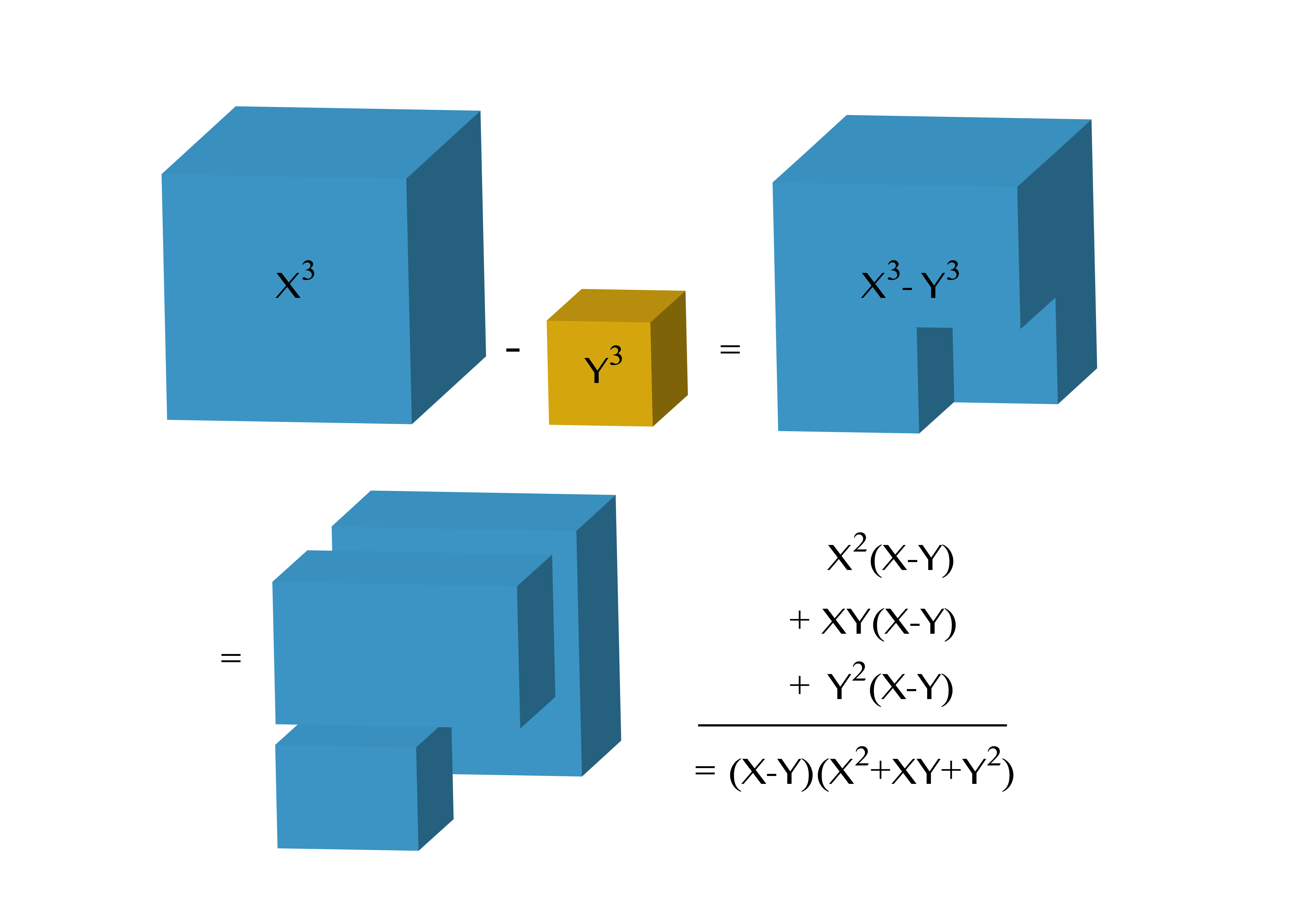
Két köb faktorizációjának grafikus megjelenítése, térfogatok segítségével

Egy ismert formula köbök összegére a következő:
{\displaystyle a^{3}+b^{3}=(a+b)(a^{2}-ab+b^{2}),\,\!}
a különbségükre pedig:
{\displaystyle a^{3}-b^{3}=(a-b)(a^{2}+ab+b^{2}).\,\!}

#### Két negyedik hatvány különbsége
Szintén ismert formula két negyedik hatvány különbségének kifejezésére:
{\displaystyle a^{4}-b^{4}=(a^{2}+b^{2})(a+b)(a-b).\,\!}
Ez a formula levezethető a két négyzet különbségére vonatkozó formulából az a4-t és a b4-t a2 és b2 négyzeteként kezelve.

#### Két ötödik hatvány összege/különbsége
Szintén ismertek a következő formulák:
{\displaystyle a^{5}+b^{5}=(a+b)(a^{4}-a^{3}b+a^{2}b^{2}-ab^{3}+b^{4}),\,\!}
a különbségre pedig:
{\displaystyle a^{5}-b^{5}=(a-b)(a^{4}+a^{3}b+a^{2}b^{2}+ab^{3}+b^{4}).\,\!}
(További faktorizáció is lehetséges, de ekkor az együtthatók megszűnnek egészeknek lenni.)

#### Kétn-edik hatvány összege/különbsége
A fenti különbségre vonatkozó formulákat ki lehet terjeszteni általános hatványra is a geometriai sorozat első n elemének összegére való formulával. Mivel
{\displaystyle x^{n-1}+x^{n-2}+\ldots +x+1={\frac {x^{n}-1}{x-1}},}
így (x − 1)-el szorozva az egyenlet mindkét oldalát, megkapjuk az általános formula egy formáját. Az általánosan elterjedt formához helyettesítsünk x helyett a/b-t, és mindkét oldalt szorozzuk meg bn-nel. Így kapjuk, hogy:
{\displaystyle a^{n}-b^{n}=(a-b)(a^{n-1}+ba^{n-2}+b^{2}a^{n-3}+\ldots +b^{n-2}a+b^{n-1}).\!}
Az ehhez tartozó összegre vonatkozó képlet attól függ, hogy n páros vagy páratlan. Ha n páratlan, akkor b-t −b-re cserélve a fenti formulában, azt kapjuk, hogy:
{\displaystyle a^{n}+b^{n}=(a+b)(a^{n-1}-ba^{n-2}+b^{2}a^{n-3}-\ldots -b^{n-2}a+b^{n-1}).}
Ha n páros, akkor két eset lehetséges:
- Ha n 2 hatványa, akkor

{\displaystyle a^{n}+b^{n}\!} felbonthatatlan a valós számok körében.
- Különben legyen

{\displaystyle n=m\cdot 2^{k},m>1,k\neq 0\!}, ahol m páratlan.
Ekkor a kifejezés a következő alakot ölti: {\displaystyle a^{m\cdot 2^{k}}+b^{m\cdot 2^{k}}.\!}
Így az általános formula:
{\displaystyle a^{n}+b^{n}=(a^{2^{k}}+b^{2^{k}})(a^{n-2^{k}}-a^{n-2\cdot 2^{k}}b^{2^{k}}+a^{n-3\cdot 2^{k}}b^{2\cdot 2^{k}}-\ldots -a^{2^{k}}b^{n-2\cdot 2^{k}}+b^{n-2^{k}})=(a^{2^{k}}+b^{2^{k}})\sum _{i=1}^{m}a^{(m-i)2^{k}}(-b^{2^{k}})^{i-1}.\!}

#### Sophie Germain-féle azonosság
A Sophie Germain-féle azonosság alapján
{\displaystyle a^{4}+4b^{4}=(a^{2}-2ab+2b^{2})(a^{2}+2ab+2b^{2}).}
A levezetése a következő:
{\displaystyle {\begin{aligned}a^{4}+4b^{4}&=(a^{2})^{2}+(2b^{2})^{2}\\&=(a^{2})^{2}+2(a^{2})(2b^{2})+(2b^{2})^{2}-2(a^{2})(2b^{2})\\&=(a^{2}+2b^{2})^{2}-(2ab)^{2}\\&=(a^{2}-2ab+2b^{2})(a^{2}+2ab+2b^{2}).\\\end{aligned}}}

#### Egyéb faktorizációs formulák
{\displaystyle {\begin{aligned}x^{2}+y^{2}+z^{2}+2(xy+xz+yz)&=(x+y+z)^{2}\\x^{3}+y^{3}+z^{3}-3xyz&=(x+y+z)(x^{2}+y^{2}+z^{2}-xy-yz-xz)\\x^{4}+x^{2}y^{2}+y^{4}&=(x^{2}-xy+y^{2})(x^{2}+xy+y^{2})\\\end{aligned}}}

## Fordítás
Ez a szócikk részben vagy egészben  a   Factorization című angol Wikipédia-szócikk fordításán alapul.  Az eredeti cikk szerkesztőit annak laptörténete sorolja fel. Ez a jelzés csupán a megfogalmazás eredetét és a szerzői jogokat jelzi, nem szolgál a cikkben szereplő információk forrásmegjelöléseként.